# Sargento

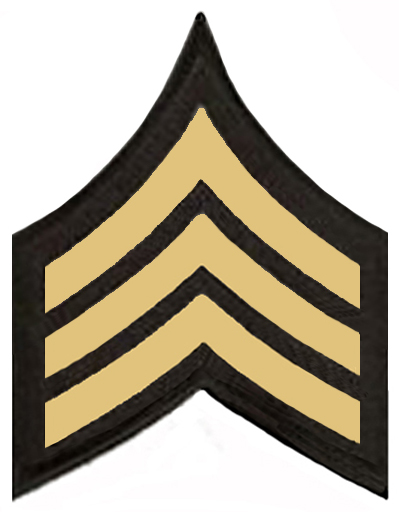
Internacionalmente, os três chevrons como insígnia costumam distinguir o sargento.

Sargento é um grupo de patentes. Existe na maioria das forças armadas e em algumas forças de segurança.
Conforme o país, as patentes de sargento podem estar integradas à categoria das Praças ou então constituírem uma categoria específica designada Sargentos, Suboficiais, Oficiais Inferiores ou Oficiais não Comissionados. Existem, normalmente, várias patentes de sargento, cada uma das quais correspondendo a diferentes graus de experiência profissional e de responsabilidade.
As patentes de sargento existem em quase todas as forças terrestres e aéreas. Muitas forças navais, no entanto, utilizam termos alternativos para patentes correspondentes, como mestre ou pequeno oficial.

## Responsabilidades e funções
As responsabilidades dos sargentos diferem de uma instituição militar para outra. Por exemplo, podem ser responsáveis pela chefia de uma fração de tropa, constituída por 9 a 13 militares, ou ser responsáveis pela função de adjunto ao comando de um pelotão com 30 a 50 militares. Em algumas instituições militares, os sargentos têm apenas responsabilidades administrativas e de instrução de soldados. Em outras, porém, podem assumir responsabilidades de comando em combate.
Na maioria das instituições militares existe uma subcategoria superior de sargentos, com responsabilidades do nível de comando ou de estado-maior de unidades e subunidades de escalão superior ao de companhia. Essa subcategoria pode ter um ou mais postos, com designações tão variadas como "sargento-mor", "sargento-ajudante", "subtenente", "suboficial", "oficial mandatado", "major", "ajudante", "marechal", entre outras. Os sargentos superiores podem, por vezes, assumir responsabilidades semelhantes às de oficiais, como por exemplo o comando de pelotões e de patrulhas.

## Insígnias e distintivos de sargento, em vários países

### Sargentos subalternos

Exército Alemão (Feldwebel)
Exército Espanhol (Sargento Primero)
Marinha Neerlandesa (Vloot Sergeant)
Exército dos Países Baixos (Sergeant)
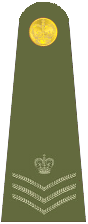
Exército Britânico (Staff Sergeant)

### Sargentos superiores

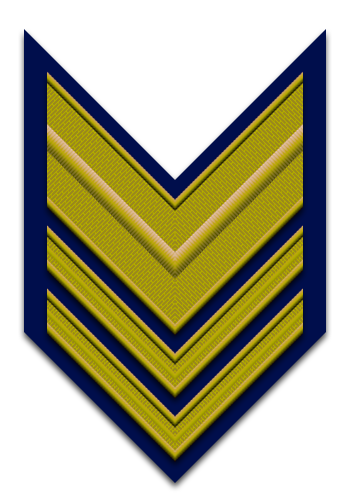
Força Aérea Italiana (Sergente Maggiore)
Exército Espanhol (Brigada)
Exército dos EUA (Sargeant Major)
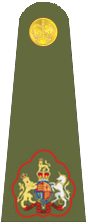
Exército Britânico (Warrant Officer, Class One)

## História

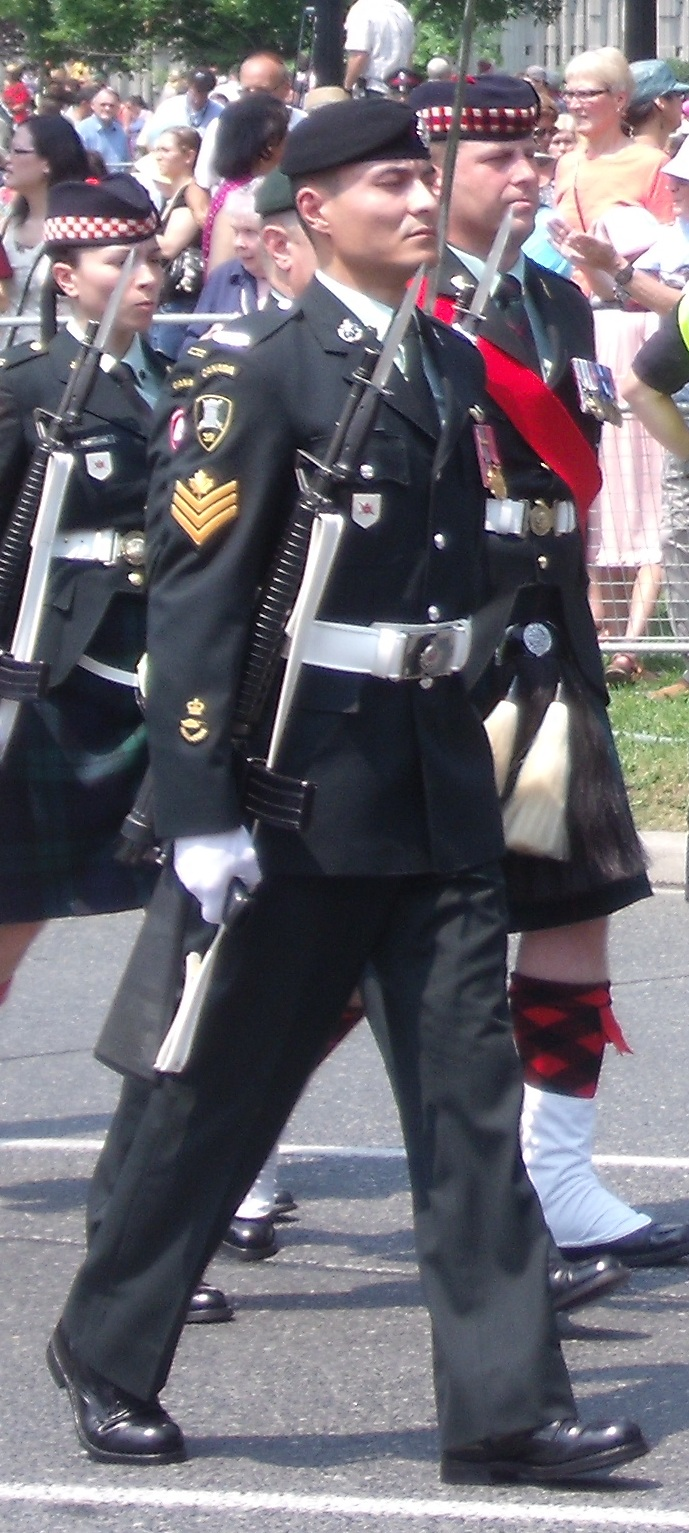
Os três chevrons visíveis num sargento do Exército Canadense durante um desfile.

A palavra sargento deriva-se do latim servientes (de servir, aquele que serve ou que auxilia na arma, na armada brasileira, segundo regulamento militar de 1808 - brasileiro e português). "O termo era usado, na Idade Média, para designar os guerreiros profissionais que auxiliavam aos cavaleiros, sobretudo nas ordens militares". Segundo o regulamento do Império Brasileiro - lusitano de 1808, vide documentos em museus do Brasil em Petrópolis - Brasil, no Museu do Ipiranga, denominado na antiguidade de "escudeiro" ou "armeiro" tendo acesso ao grau de cavaleiro mediante um acto - façanha de heroísmo em batalha, recebedor de comenda ou título de cavaleiro, pelo soberano, no caso Dona Maria I do Brasil, Portugal e Algarves ou Além-mar, na linguagem da época.

### Em Portugal
Como posto militar, o sargento existe há mais tempo que o exército como ramo das Forças Armadas.[carece de fontes?] Mesmo ainda antes da criação da primeira organização militar portuguesa (Terço da Armada - cerca de 1650), já existiam sargentos-mores ou sargento de mar e guerra na marinha. Os sargento-mor eram o responsável por comandar as manobras do regimento em terra (guerra) e mar (embarcados). Era por antiguidade superior a um capitão e inferior a um tenente-coronel, inclusive em soldo ou vencimentos.
Naqueles tempos, os demais sargentos eram designados "oficiais inferiores" ou subalternos que deveriam se aperfeiçoar em "cursos de guerra", como os capitães - formados - cavaleiros.
Os sargentos-mores eram os responsáveis pela Instrução militar dos homens em geral, gozando de elevada reputação social na caserna reconhecidos especialistas científicos.
Já os nobres de quatro linhagens que entravam no exército eram considerados oficiais maiores (mestres de campo e generais). Os não nobres que ingressavam no exército entravam como soldados (praça de pré). Destes, os que se destacavam eram promovidos a sargento (oficial inferior), posteriormente a alferes e capitão (oficiais subalternos) e sargento-mor (oficial superior). As praças de pret eram contratadas por dia de trabalho (de pret) e os oficiais por contratos de três anos.[carece de fontes?]
No tempo do Marquês de Pombal, foi contratado o general alemão Guilherme de Schaumburg-Lippe (nomeado marechal-general do Exército Português para campanha contra a Espanha e a França, em 1762), com o encargo de restituir à instituição militar o brio combativo de outros tempos. Este general, através do seu Decreto de 16 de fevereiro de 1764, criou a Academia Real Militar e passou o sargento à condição de praça de pré, apesar do contrato continuar sendo trianual. Reconheceu aos oficiais inferiores a competência para responderem pelas companhias, determinando também que eles deveriam saber ler e escrever corretamente, porque o oficial comandante poderia não o saber, por ser fidalgo.
Para ser promovido ao posto de alferes e poder frequentar a Academia Real Militar, era necessário ser sargento.
Na década de 1990, a carreira de sargento foi reformulada: o número de patentes foi aumentado (várias novas foram criadas) e o padrão remuneratório das patentes mais elevadas também foi aumentado. Por exemplo: um sargento-mor (patente mais elevada dos sargentos) aufere um vencimento idêntico ao previsto para a patente de Capitão.[carece de fontes?]

## Forças armadas nos países lusófonos

### Brasil

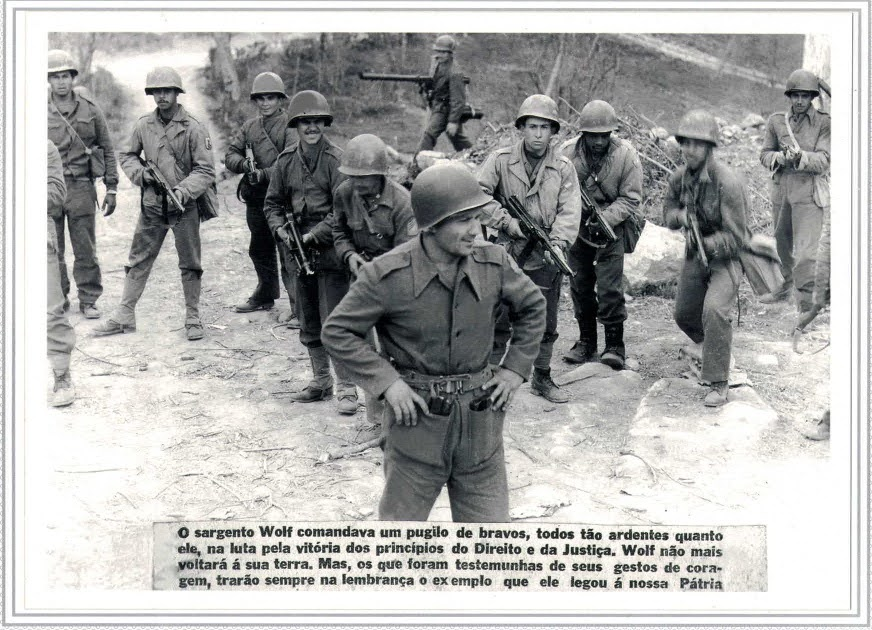
O Sargento Max Wolf Filho, "O Rei dos Patrulheiros", com seus homens na Itália.

As diferentes patentes são agrupadas em dois grandes grupos: oficiais e sargentos. As patentes de oficial são denominadas "postos" e as patentes de sargento são denominadas "graduações".
Atualmente, o ingresso para os cursos de formação de oficiais e de sargentos ocorre ou mediante concurso público nacional ou por indicação do comandante da força armada interessada, desde que com a aquiescência do Ministro da Defesa. De modo geral, no exército e na aeronáutica os centros de formação de sargentos são denominados "escolas", enquanto que os centros de formação de oficiais são denominados "academias". A exceção a essa regra geral costuma ser a marinha.

#### Exército

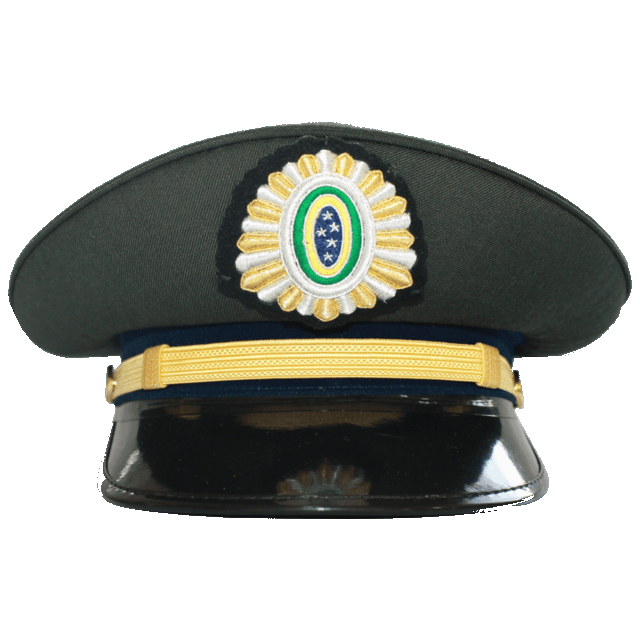
Quepe do Uniforme 5º A1 de Sargento do Exército Brasileiro.

A Escola de Sargentos das Armas possui a seguinte frase-símbolo, conhecida em todo o Exército Brasileiro e perenizada na sacada do pavilhão de comando: Sargento: elo fundamental entre o Comando e a Tropa.
Para se poder chegar até o posto de capitão, o sargento do Exército Brasileiro deve fazer um curso de aperfeiçoamento na Escola de Aperfeiçoamento de Sargentos (EASA), em Cruz Alta - RS e, posteriormente, o Curso de Habilitação ao Quadro Auxiliar de Oficiais, ministrado pela Escola de Instrução Especializada (ESIE), localizada no Rio de Janeiro-RJ.
Um terceiro sargento comanda pequenas frações, como um Grupo de Combate (GC) de infantaria, peça de artilharia ou carro de combate, ou tem uma função técnica especializada, como um mecânico, técnico de enfermagem, especialista de telecomunicações, informática, logística, etc. Um segundo sargento serve de adjunto de pelotão ou uma função administrativa ou técnica junto ao comando de uma unidade. O primeiro sargento e subtenente têm também funções administrativas e técnicas.

##### Distintivos de Sargento do Exército Brasileiro

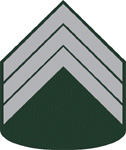
3° Sargento do Exército Brasileiro
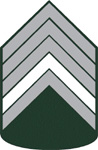
2° Sargento do Exército Brasileiro
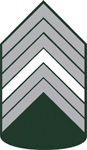
1° Sargento do Exército Brasileiro

### Portugal
Conforme dispõem os artigos 27º e 28º e o Anexo I, tudo do Estatuto dos Militares das Forças Armadas de Portugal, os militares são categorizados em praças (soldados, grumetes, marinheiros e cabos), sargentos e oficiais, todas as suas patentes são igualmente denominadas "postos", e quando um militar português ascende a um posto superior diz-se que ele ascendeu a um posto de graduação (hierárquica) superior.

#### Categoria de sargentos
Os postos da categoria de sargentos incluem os de sargento, propriamente dito e os de furriel - chamado subsargento na marinha. Esta categoria foi bastante reformulada em 1976, altura em que foram introduzidos novos postos e alteradas as responsabilidades dos existentes.
| Nível NATO | Marinha Portuguesa  | Exército Português | Força Aérea Portuguesa |
| ---------- | ------------------- | ------------------ | ---------------------- |
| OR-9       | Sargento-mor        | Sargento-mor       | Sargento-mor           |
| OR-8       | Sargento-chefe      | Sargento-chefe     | Sargento-chefe         |
| OR-7       | Sargento-ajudante   | Sargento-ajudante  | Sargento-ajudante      |
| OR-6       | Primeiro-sargento   | Primeiro-sargento  | Primeiro-sargento      |
| OR-5       | Segundo-sargento    | Segundo-sargento   | Segundo-sargento       |
| OR-5       | Subsargento         | Furriel            | Furriel                |
| OR-5       | Segundo-subsargento | Segundo-furriel    | Segundo-furriel        |

##### Distintivos atuais da categoria de sargento
Os distintivos de patente dos sargentos são semelhantes nos vários ramos das forças armadas. Genericamente consistem em divisas para as patentes de sargento subalterno e em escudos das armas nacionais para os sargentos superiores.

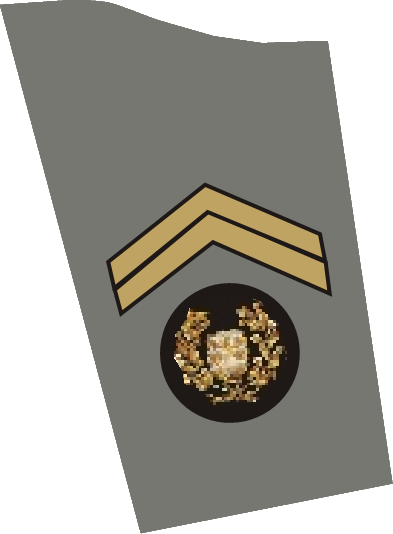
Sargento-mor (Exército)
Sargento-chefe (Marinha)
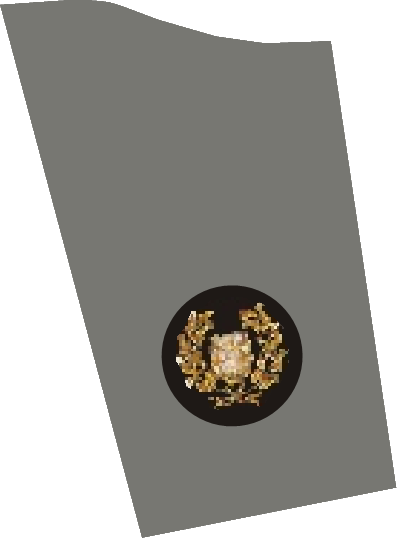
Sargento-ajudante (Exército)
Primeiro-sargento (Exército)
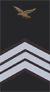
Segundo-sargento (Força Aérea)
Furriel (Exército)
Segundo-furriel (Exército)

##### Os vários postos de sargento
Nas Forças Armadas Portuguesas existem, os seguintes postos da categoria de sargento:
1. Sargento-mor antigo Sargento de Mar e Guerra: posto, introduzido em 1976, como o mais graduado da categoria de sargentos, com funções de adjunto do comando de uma unidade de escalão batalhão ou superior. Este posto não deve ser confundido com o posto homónimo de oficial superior, existente até ao início do século XIX;
2. Sargento-chefe (Sargento - líder): posto, introduzido, em 1976, que passou a ser a segunda graduação mais elevada de sargento. Os sargentos-chefes desempenham a função de adjuntos dos comandos de batalhões;
3. Sargento-ajudante: antiga designação do sargento mais graduado de um regimento, responsável por auxiliar o oficial ajudante na sua função de chefe dos serviços administrativos e de secretariado. Com a criação dos postos de sargento-mor e sargento-chefe, em 1976, o sargento-ajudante passou a ser apenas a 3ª graduação da categoria de sargento, com a função de servir de adjunto de comando de uma companhia;
4. Primeiro-sargento: designação, até 1976, do sargento mais graduado de uma companhia, ao qual competia a administração da mesma. Desde então é apenas o sargento mais graduado de um pelotão;
5. Segundo-sargento: designação da primeira graduação da carreira de sargento do quadro permanente das Forças Armadas. Aos segundos-sargentos está, normalmente, atribuído o comando de uma secção de 9 militares ou um comando equivalente;
6. Furriel: no século XVII, o furriel era o oficial inferior das companhias de Cavalaria, responsável pelas forragens dos cavalos e outras funções logísticas. Mais tarde passou a existir também um furriel em cada companhia de Infantaria. Na Cavalaria, até ao início do século XIX, não existiam sargentos, mas apenas furrieis. Hoje em dia é a segunda graduação da carreira de sargento dos quadros não permanentes (voluntários e contratados) do Exército e a primeira dos quadros permanentes da Força Aérea e a segunda dos contratados;
7. Subsargento: posto da marinha correspondente ao de furriel do Exército e da Força Aérea;
8. Segundo-furriel: posto, introduzido em 1974, como o primeiro dos militares da carreira de sargento dos quadros não permanentes do Exército e da Força Aérea, substituindo o anterior posto de primeiro-cabo miliciano;
9. Segundo-subsargento: posto da marinha correspondente ao de segundo-furriel do Exército e da Força Aérea.

Postos de sargento já não existentes:
1. Sargento de brigada: designação do sargento-ajudante durante alguns períodos do século XIX;
2. Sargento quartel-mestre: antigo posto do sargento responsável por auxiliar o oficial quartel-mestre nas suas funções de logística e administração financeira do regimento. Era o sargento mais graduado a seguir ao sargento-ajudante;
3. Sargento de mar e guerra: antigo posto de sargento da marinha, responsável pelos artilheiros a bordo de cada navio de guerra.

#### Formas de tratamento
Coloquialmente, o sargento-mor é tratado por «mor» («meu mor» ou «nosso mor») ou «senhor mor»; o sargento-ajudante é tratado por «ajudante» («meu ajudante» ou «nosso ajudante») ou «senhor ajudante»; o sargente-chefe é tratado por «chefe» («meu chefe» ou «nosso chefe») ou «senhor chefe»; o primeiro-sargento é tratado por «primeiro» («meu primeiro» ou «nosso primeiro») ou «senhor primeiro»; o segundo-sargento é tratado por «sargento» («meu sargento» ou «nosso sargento») ou «senhor sargento»; o furriel e o segundo-furriel são tratados por «furriel» («meu furriel» ou «nosso furriel»). Utiliza-se meu quando é de um inferior para um superior hierárquico, e nosso quando é de um superior para um inferior hierárquico. Também se pode utilizar "senhor" (embora seja raro entre militares). Se for um civil a dirigir-se ao militar deve utilizar "senhor" seguido do posto em questão, sem mencionar o seu apelido, se não houver outros militares em presença.
Os militares não são referidos ou tratados pelo primeiro nome, mas sempre pelo apelido: "general Oliveira", "coronel Carvalho", "chefe Cardoso", "soldado Pinto", etc., por exemplo. E entre camaradas do mesmo posto, igualmente: "Cardoso", "Pinto", etc.

##### Sargentos da categoria dos oficiais
No Exército Português existiram dois postos de oficial, que tinham a designação de "sargento": sargento-mor e sargento-mor da batalha. Sargento-mor (não confundir com o actual posto de sargento-mor) era a designação do, actual, posto de major, até início do século XIX. Sargento-mor da batalha era a designação, até 1762, do posto correspondente ao, actual, major-general.

##### Sargentos da marinha
Até ao século XIX a Marinha utilizava designações para os seus oficiais inferiores, diferentes das do Exército. Assim, em vez dos postos de primeiro-sargento, segundo-sargento e furriel, existiam, na Marinha, os postos de mestre, contramestre e guardião. Actualmente as designações dos postos são iguais em todos os ramos das Forças Armadas, com excepção da designação "subsargento" que é usada na Marinha em vez de "furriel".
Mesmo assim temos de considerar que até 2 de maio de 1808 havia o cargo cargo de sargento de mar e guerra, altura que foi extinto por D. Maria I, e cujas funções foram distribuídos pelos restantes sargentos, oficiais inferiores da Brigada Real da Marinha segundo sua palavras escritas no Brasil.